# Christalnigg von und zu Gillitzstein

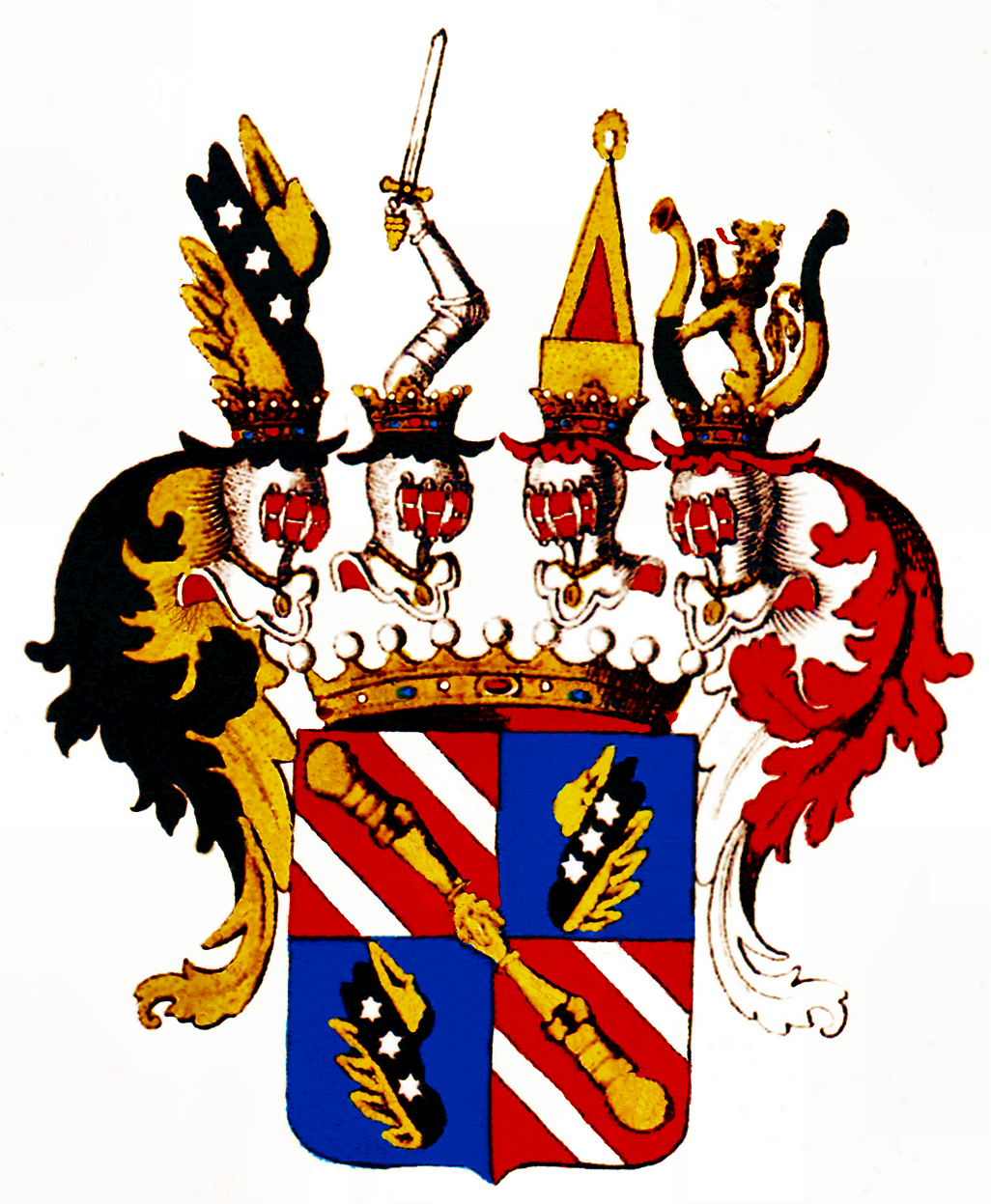
Wappen der Grafen Christalnigg von und zu Gillitzstein 1721

Die Christalnigg von und zu Gillitzstein (manchmal auch Christallnigg geschrieben) sind ein katholisches, in Kärnten begütertes österreichisches Adelsgeschlecht, das von 1721 bis zum Reichsdeputationshauptschluss von 1803 die Reichsgrafenwürde besaß.

## Geschichte
Von Kärnten ausgehend, wo ein Georg Christallnig in der zweiten Hälfte des 15. Jahrhunderts als Eisengewerke im unteren Görtschitztal genannt wird, kamen Zweige des Geschlechtes nach Bruck an der Mur. Andrä Christallnigg erschien bereits 1539 als Bürger von Bruck im Gültenbuche. Seine Nachfahren blieben dort als Gewerken.  Die durch den Eisenhandel zu Reichtum Gekommenen, wurden 1575 zu Prag in den rittermäßigen Reichsadelsstand versetzt, und zogen bald darauf wieder nach Kärnten, wo sie 1583 als Handelsherren in St. Veit und Gewerke in Hüttenberg erschienen. Erwähnung fanden Hans von Christallnigg, 1582 Ratsbürger und Handelsherr zu Graz sowie sein Bruder Johann Christof, Hofkaplan Erzherzogs Karl II. Letzterer ernannte die Brüder Balthasar, David und Christof zu erblichen Wappengenossen und besserte ihr altes Wappen.
Die Familie bestand in Kärnten bis 1600 aus zwei Linien, der Hornburger und Gillitzsteiner. Erstere, evangelischer Konfession, wanderte zu Beginn des 17. Jahrhunderts in die Niederlande aus, worauf die Gillitzsteiner Linie in Besitz der Güter der Hornburger Linie kam.
David war der Ahnherr der späteren Freiherren und Grafen. Er erwarb als erste der späteren fünf Herrschaften 1605 von Balthasar Kulmer von Rosenbichl den Gewerkensitz Gillitzstein.
1630 kam Eberstein in den Besitz der Christalnigg, die sich kurz zuvor auf Schloss Gillitzstein niedergelassen hatten, da deren Eigentümer, die protestantische Familie der Welzer, im Zuge der Gegenreformation emigrieren mussten.
Kaiser Karl VI. erhob Georg Balthasar Freiherrn Christalnigg von und zu Gillitzstein (1666–1734) am 19. April 1721 in den Reichsgrafenstand. Die Residenz der gräflichen Familie war von 1793 bis 1919 Schloss Meiselberg in Kärnten.

## Stammliste

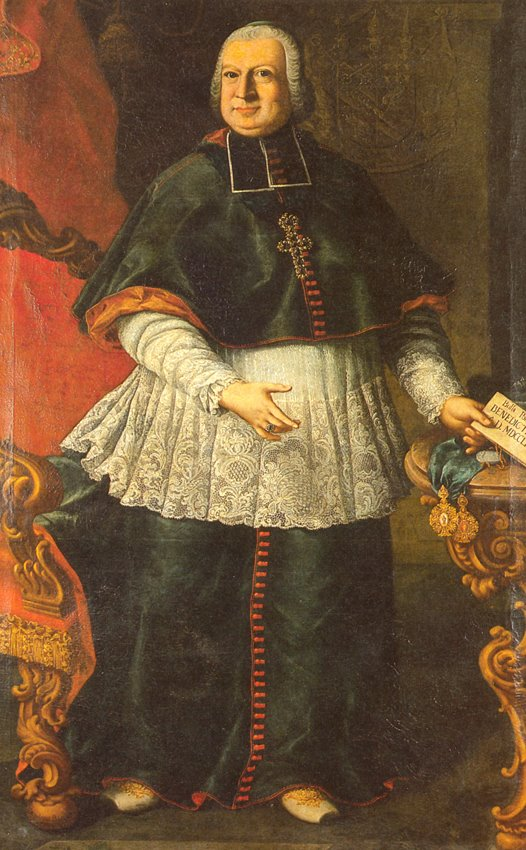
Michael Balthasar Graf von Christalnigg

1. Georg Jacob Reichsritter von Christalnigg († 1732) ⚭ Maria Helena Freiin von Hallegg, wurde am 13. Juni 1708 in den Reichsfreiherrenstand erhoben.[5]
  1. Georg Balthasar Freiherr Christalnigg von und zu Gillitzstein (* 26. März 1666 in Wieting; † 7. November 1734 in Eberstein), k. k. Kämmerer und Landrat in Kärnten, später k. k. Oberstbergmeister sowie Geheimer Rat  ⚭ Maria Beatriz, Freiin von Schoberg (* 12. März 1675 in Klagenfurt; † 21. März 1733 in Eberstein), erhielt vom Kaiser Karl VI. am 19. April 1721 die Reichsgrafenwürde.
    1. Joseph Georg Andreas Graf Christalnigg von und zu Gillitzstein (* 27. März 1697 in Eberstein; † 9. Februar 1765 in Waisenberg), k. k. Kämmerer und Landrat in Kärnten, später k. k. Oberstbergmeister und Geheimer Rat,  Majoratsherr des 1743 gestifteten Familienfideikommisses, das aus sechs Herrschaften bestand ⚭  (1) Maria Theresia Elisabeth Gräfin von Dietrichstein-Weichselstädt (* 10. Jänner 1701 in Graz; † 6. Juni 1735 in Trixen), Tochter des  Franz Joseph Jakob, Graf von Dietrichstein-Ehreneck und Pfaffendorf.[6]
      1. (1) Leopold Maria (* 21. November 1725 in Waisenberg; † 20. November 1776 in Klagenfurt), k. k. Kämmerer ⚭ Maria Anna Gräfin v. Gaisruck (* 26. Juli 1742 auf Schloss Silberegg; † 19. September 1812 in Klagenfurt).
        1. Maria Anna (* 24. August 1751 in Klagenfurt; † 9. Mai 1809 ebenda) ⚭ Johann Karl Anton Graf von Goëss (1728–1798), k. k. Kämmerer, mit Rang vom 9. Februar 1770 Generalmajor sowie Kapitän der Leibgarde des jeweiligen Erzherzogs von Toskana in Florenz.[6]
        2. Franz Dismas Carl (* 24. Oktober 1767 in Klagenfurt; † 11. Jänner 1849 ebenda) ⚭ 1785 mit Johanna Josepha Philippina Freiin von Rechbach auf Mederndorf (* 24. Juni 1768 in Klagenfurt; † 7. November 1838 in St. Donat) Dieser Ehe entstammen die nachmaligen Glieder der Familie ab, darunter:
          1. Karl Theodor Graf Christalnigg von und zu Gillitzstein (* 16. April 1788 in Waisenberg; † 23. Jänner 1872 in Meiselberg, Kärnten), Freiherr auf Hornburg, Waisenberg und Eberstein, k. k. Kämmerer und ständischer Ausschussrat ⚭ Pauline Gabriele Gräfin v. Egger (* 4. Juni 1800 in Klagenfurt; † 3. April 1869 in Graz).
            1. Alfred Christian Carl Graf von Christalnigg (* 16. Februar 1820 in Klagenfurt; † 3. März 1881 in Eberstein)

          2. Alexander (* 24. November 1799 in Waisenberg; † 29. Juni 1869 in Wien), Hofsekretär bei der Hofkammer für Münz- und Bergwesen ⚭ 24. Februar 1827 mit Sophie Amalie Freiin von Borsch und Borschod (* 5. Mai 1808 in Wien; † 14. Jänner 1892 in Görz).
            1. Oskar Graf von Christalnigg von und zu Gillitzstein (* 3. Juli 1831 in Penzing; † 1. Jänner 1898 in Klagenfurt), Major und Bürgermeister von Baden bei Wien ⚭ Adelheid von Bellegarde
              1. Oskar Christalnigg von und zu Gilitzstein ⚭ Lucy Christalnigg (geb. Gräfin Bellegarde) (1872–1914), Automobilistin und Philanthropin

            2. Adolar Graf von Christalnigg von und zu Gillitzstein (* 24. Februar 1836 in Wien; † 9. Juni 1890 in Meiningen), k. k. Rittmeister d. R. und seit dem 24. Februar 1873 in Graz ⚭ Katharina Maria Berg (1840–1920), Theaterschauspielerin und Sängerin[7]

    2. Michael Balthasar Graf von Christalnigg (* 10. September 1710; † 27. Mai 1768 in Berchtesgaden)[8] war Augustiner-Chorherr und von 1752 bis 1768 Fürstpropst von Berchtesgaden.

(Noch) keinen Eltern zugeordnet:
- Adalbert Emil Graf Christallnigg von und zu Gillitzstein (* 23. April  1837 in Waisenberg; † 30. Mai 1904 in Klagenfurt), war k. u. k. Offizier, 1894 Generalmajor, 1898 Feldmarschallleutnant.[9]

## Besitztümer
Zu den Besitzen der Familie gehörten Ende des 18. Jahrhunderts (ab jeweils in den Klammern genannten Jahren) unter anderem die Herrschaften Gillitzstein (1605), Eberstein (1630), Hornburg (1630),  Mittertrixen (1742), Waisenberg (1742) und Meiselberg (1793), später kamen auch ein Stadtpalais in Klagenfurt sowie Hüttenanlagen in Eberstein, Brückl, Rechberg, Obere und Untere Vellach sowie Schloss Schletterhof.
1850 wurde das Schloss Eberstein unter Anleitung von Graf Alfred Christian Carl Christalnigg im neugotischen Tudor-Stil umgebaut. Unter den Christalnigg hatte Eberstein wohl sein größtes Ansehen genossen.
Die Residenz der gräflichen Familie war von 1793 bis 1919 in Meiselberg (Schloss Meiselberg in Kärnten).

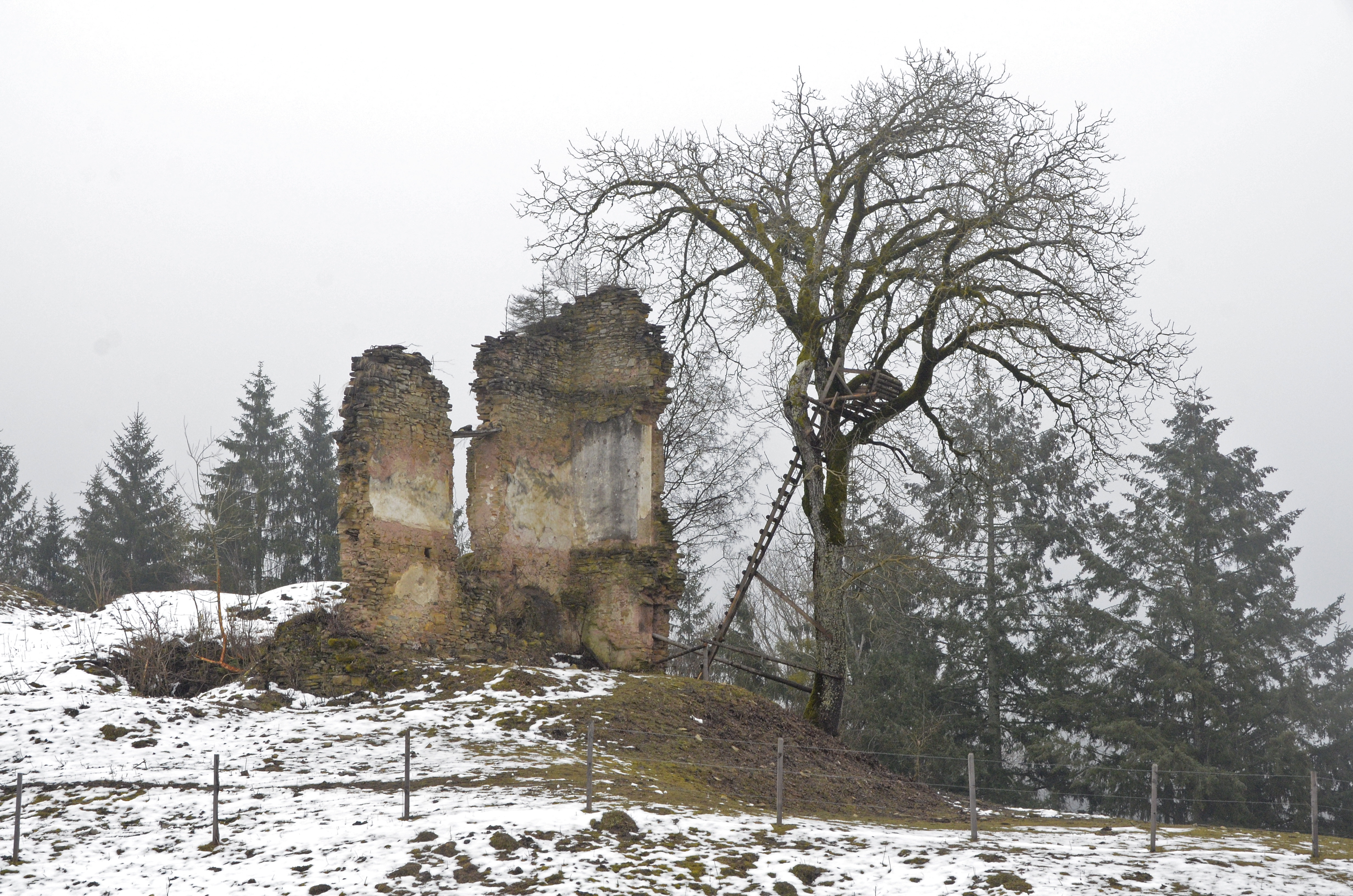
Ruine der Burg Gillitzstein
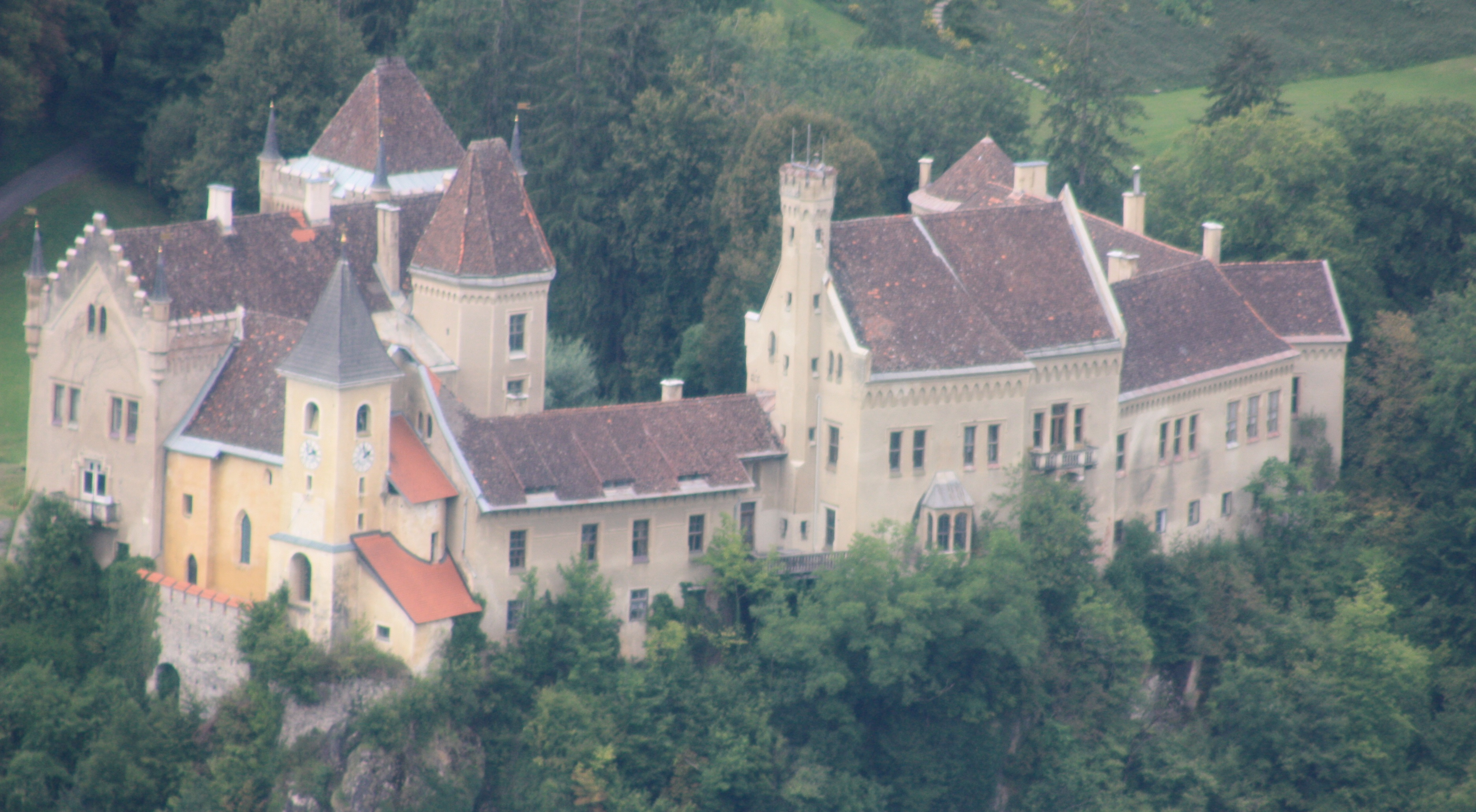
Schloss Eberstein
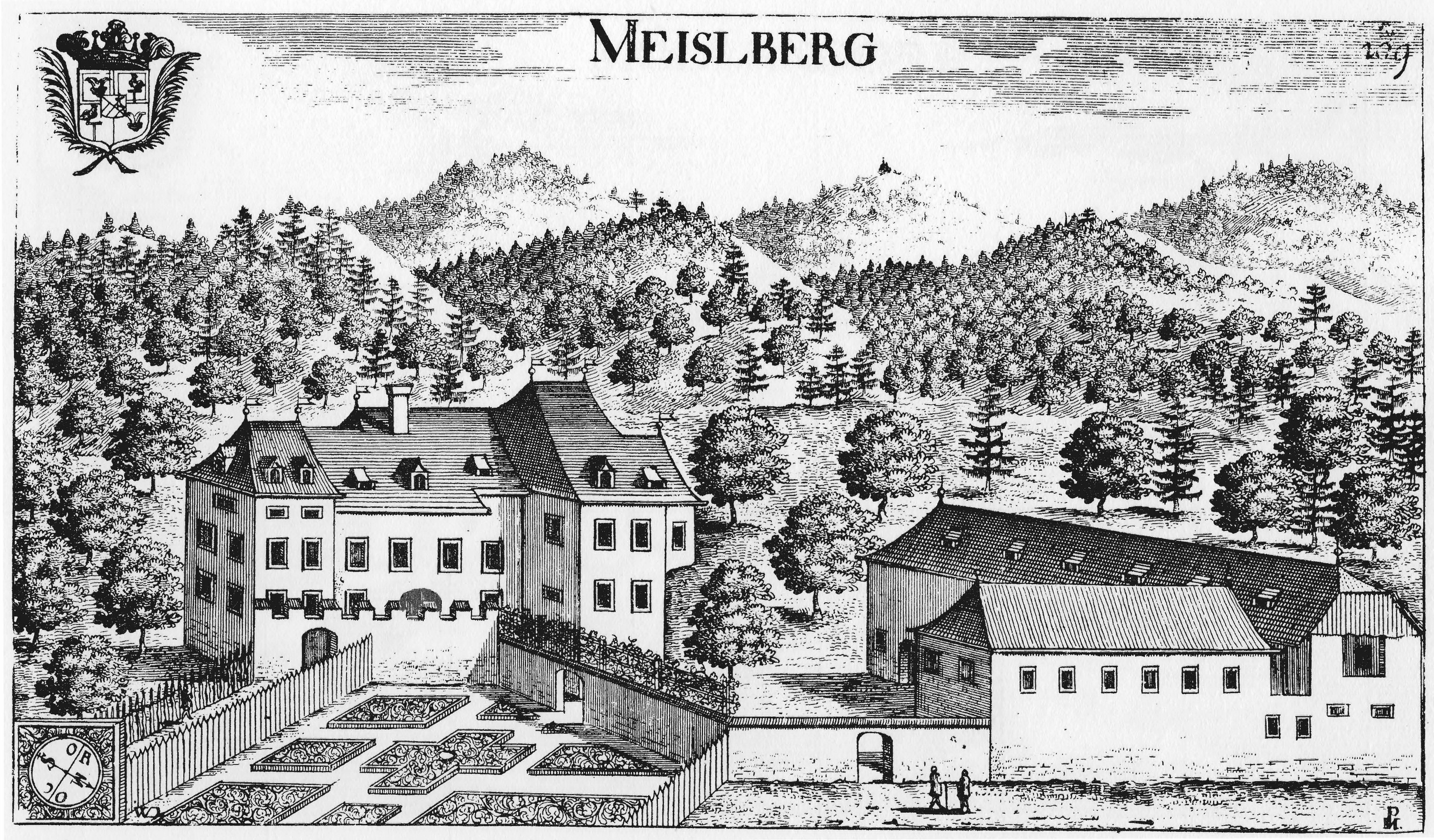
Schloss Meiselberg 1680
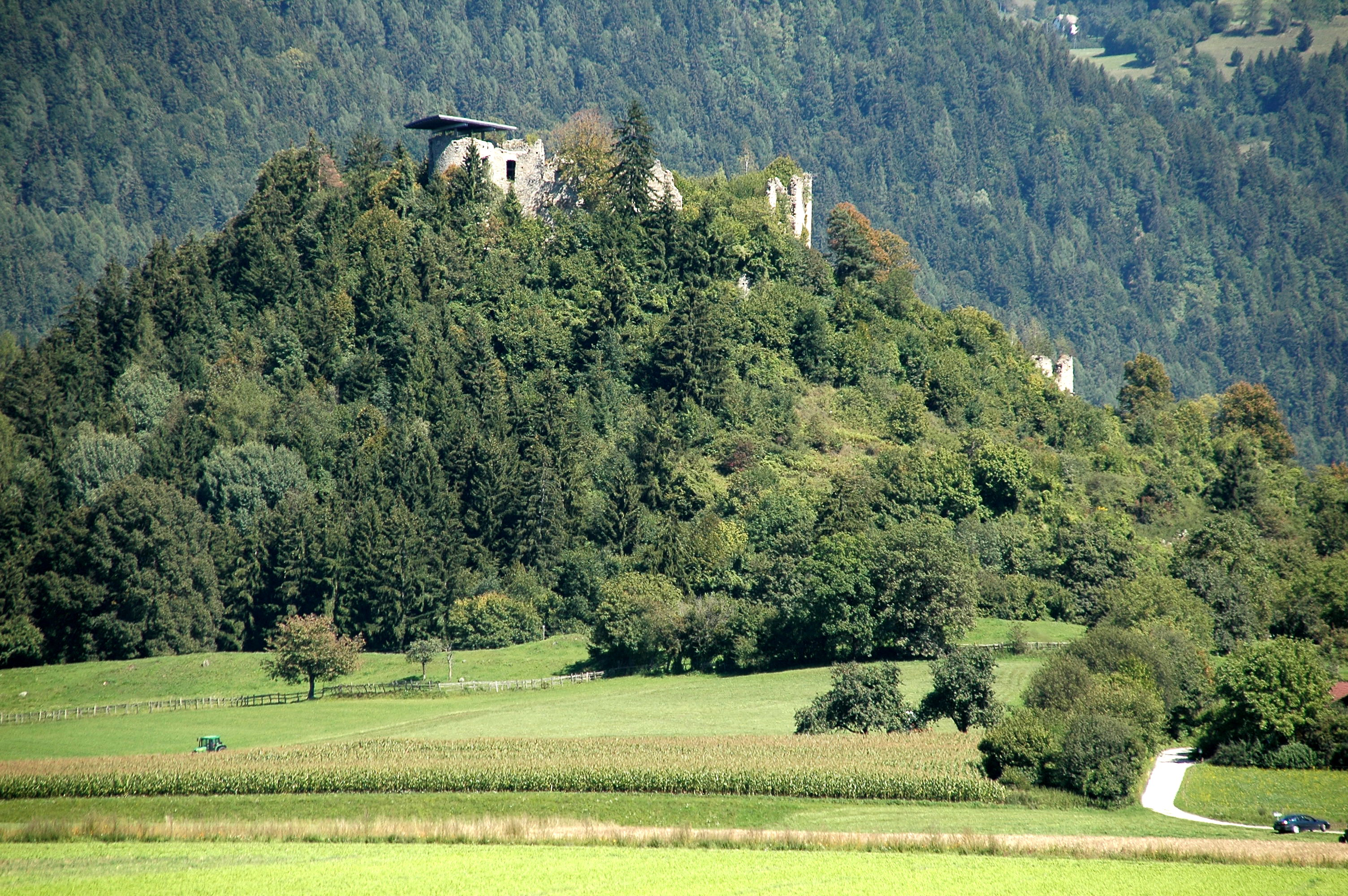
Burgruine Waisenberg
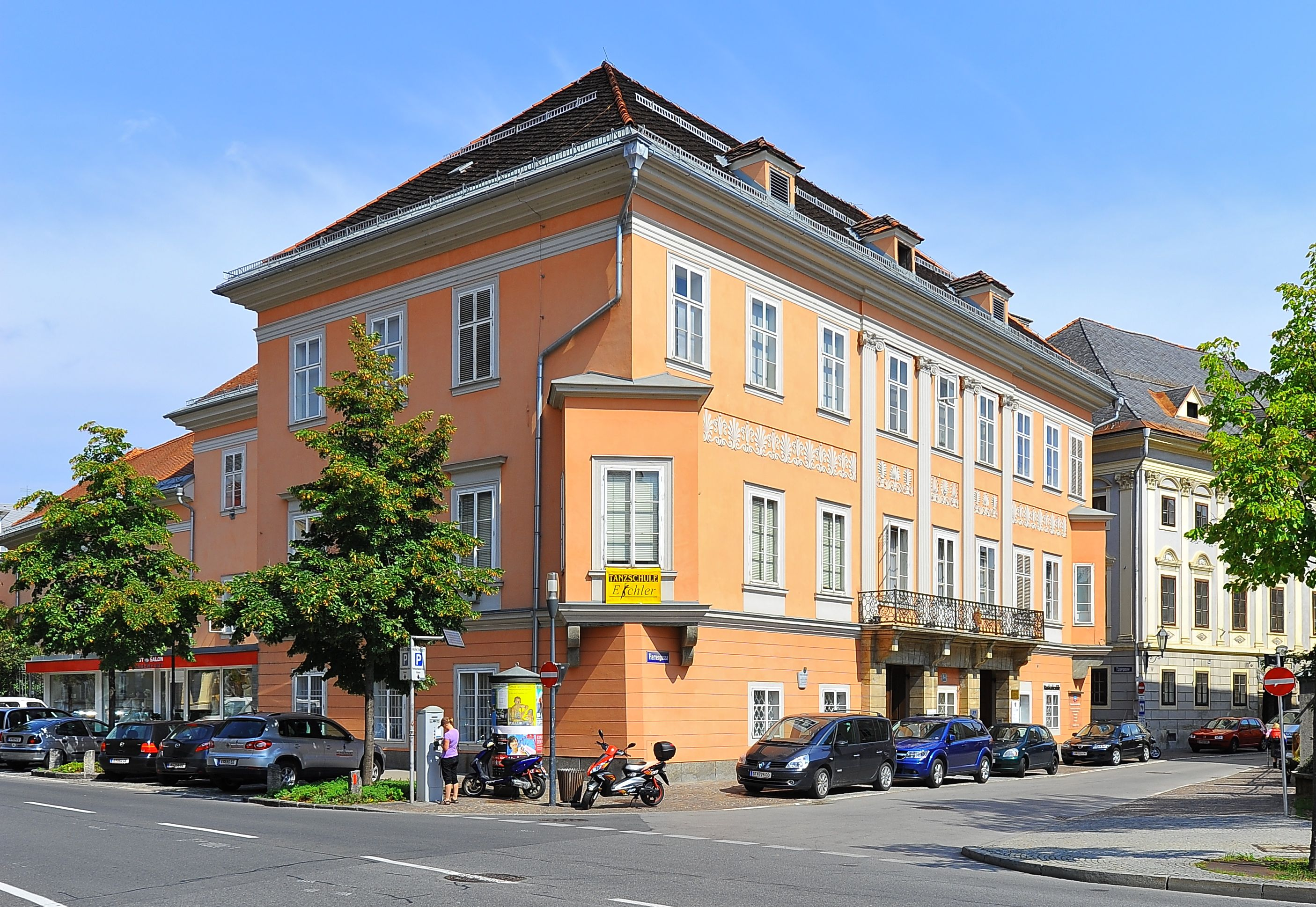
Palais Christalnigg in Klagenfurt

## Wappen
Wappen von 1721: Quadrierter Schild: 1 und 4 in Rot ein durch beide Felder über den ganzen Schild schrägrechts gezogener silberner Balken, auf welchem zwei in Gold gekleidete Arme mit zusammengeschlossenen Händen liegen. 2 und 3 in Blau ein schwarzer, die Sachsen einwärtskehrender Adlersflügel, welcher mit einem goldenen, im 2. Felde schräglinken, im 3. Felde schrägrechten Balken belegt ist, auf dem hintereinander drei schwarze sechseckige Sterne stehen. Den Schild bedecken vier gekrönte Helme. Auf dem rechten Helme steht der Flügel des 3. Feldes; aus dem zweiten wächst ein geharnischter Arm empor, welcher in der Hand ein aufrechtgestelltes Schwert hält; der dritte ist mit einer von Silber und Roth
der Länge nach getheilten Spitze besetzt, auf welcher sich oben ein goldener Ring
und in demselben eine der Länge nach von Silber und Roth geteilte Rundung
befindet, und aus dem linken Helme wächst zwischen zwei von Gold und Schwarz
quergeteilten Büffelhörnern mit gewechselten Tincturen ein goldener gekrönter
Löwe empor. Die Helmdecken sind rechts rot und silbern, links blau und silbern.

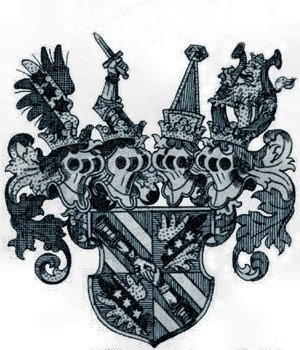
Wappen der Freiherrn Christalnigg von und zu Gillitzstein 1708
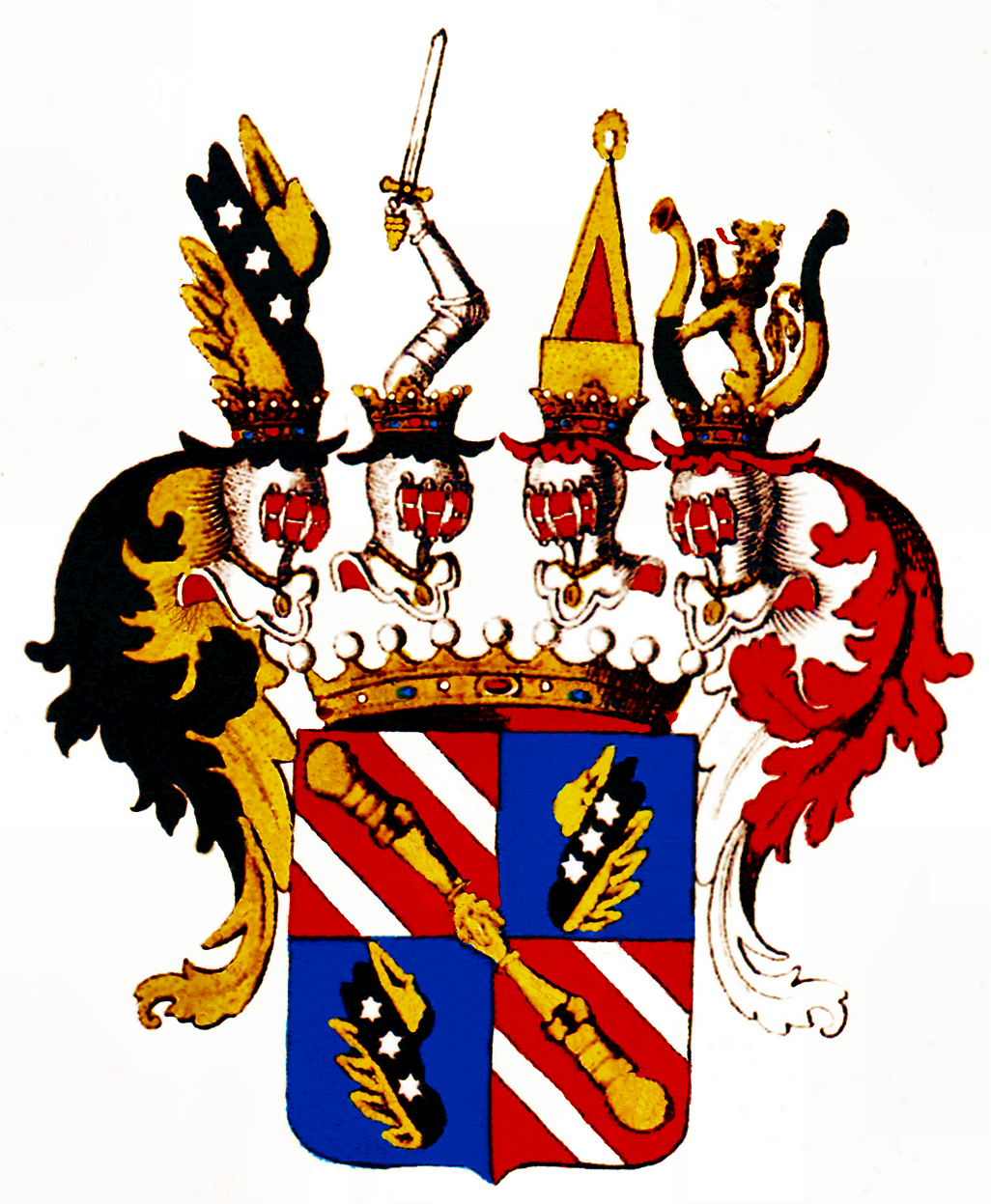
Wappen der Grafen Christalnigg von und zu Gillitzstein 1721